# Iuliu Nistor
Iuliu Nistor (n. ?, ? - d. 1943 (?), Mediaș (?)) a fost un deputat în Marea Adunare Națională de la Alba Iulia, organismul legislativ reprezentativ al „tuturor românilor din Transilvania, Banat și Țara Ungurească”, cel care a adoptat hotărârea privind Unirea Transilvaniei cu România, la 1 decembrie 1918.:p. 77

## Biografie
A terminat școala română din Sibiu, a absolvit un an spiritual la Seminarul teologic Nifon din București. Mai apoi a fost patru ani preot militar cu rang de căpitan al armatei Austro-Ungare în Primul Război Mondial. După război, a fost jumătate de an șef de serviciu la Resortul Cultelor din Consiliul Dirigent, un an secretar al Episcopiei ortodoxe române din Cluj, iar de la 1 V 1922 și până la 24 VIII 1941, a fost ales episcop, secretar și apoi consilier ref. la Arhiepiscopia ortodoxă română din Sibiu La 7 IV 1940 a fost tuns întru monah la Mănăstirea Căldărășani primind numele de Veniamin. La 7 VI 1940 a fost hirotonit archimandrit. La 3 VI 1941 a fost ales episcop al Eparhiei Ortodoxe Române a Caransebeșului. La 8 VI 1941 a fost sfințit întru Arhiereu, la 14 VI 1940 a primit investitura, iar la 24 VIII 1941 a fost instalat în scaunul de Episcop. A fost membru al Adunării eparhiale și al Congresului Național Bisericesc al Mitropoliei Ardealului, al diferitelor asociații și instituții bisericești culturale. A colaborat la diferite reviste și ziare și a scris câteva cărți și broșuri cu privire la viața bisericească.:p. 193

## Activitatea politică
În cadrul Marii Adunări Naționale de la Alba-Iulia de la 1 decembrie 1918, a fost reprezentantul Protopopiatului Greco-Catolic Mediaș (jud. Târnava-Mare).:p. 193